# Paul Muni
Paul Muni (født Frederich Meshilem Meier Weisenfreund; 22. september 1895, død 25. august 1967) var en amerikansk teater- og filmskuespiller.
Paul Muni begyndte at spille teater med sine forældre i den tidlige barndom. Familien emigrerede til USA, da Muni var syv år gammel. Der fortsatte han sin scenekarriere, herunder på Yiddish Art Theatre Company. Muni debuterede på Broadway i 1926 og filmdebuterede i 1929.
Han blev betragtet som en af Hollywoods førende karakterskuespiller i 1930'erne. Han blev tildelt en Oscar for bedste mandlige hovedrolle i 1937 for filmen Louis Pasteur (1936).